# 마리아 사제 운동
마리아 사제 운동은 1972년 8월 13일 파티마의 성모 제55차 기념일에 스테파노 곱비 신부가 설립한 로마 가톨릭교회의 신앙 운동이다.
마리아 사제 운동 측에 따르면, 현재 400명 이상의 추기경과 주교 그리고 100,000명 이상의 사제, 몇백만 명의 세계 각국 평신도가 회원으로 가입했다고 한다.